# 모나코의 로마 가톨릭교회

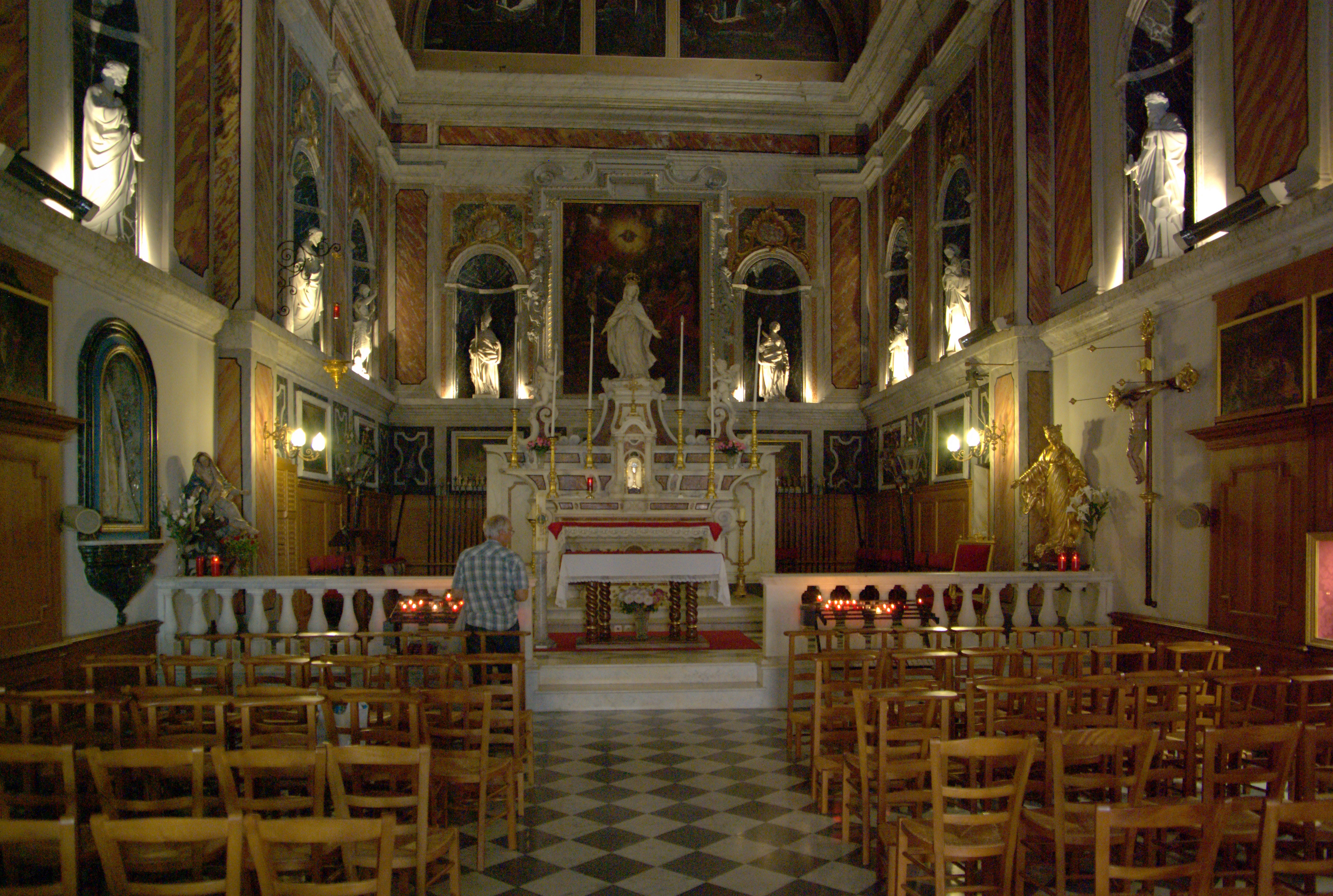
Chapel of the Penitents, Monaco

이 문서는 모나코의 로마 가톨릭교회 문서이다. 역사적으로 모나코 가톨릭교회는 프랑스 가톨릭교회에서 명맥을 찾을 수 있다. 모나코의 국교는 가톨릭교회이기 때문에, 전체 국민의 90% 이상이 가톨릭 신자이다. 교구는 대교구 하나가 유일하다.

## 같이 보기
- 모나코 대교구
- 프랑스의 로마 가톨릭교회